# Fada (Tschad)
Fada ist die Hauptstadt der Provinz Ennedi Ouest in der Republik Tschad in Zentralafrika. Der Ort liegt auf dem Ennedi-Plateau. Die Bevölkerung betrug im Dezember 2005 ungefähr 23.800 Menschen.
Der Ort ist für die in der Umgebung befindlichen Höhlenmalereien und bizarren Felsformationen bekannt, wie auch für einen in einem Wadi wachsenden Wald, den Gweni-Fada-Krater nordöstlich der Stadt sowie für das Guelta d’Archei. Südlich der Stadt liegt das 2110 km² große Wildtierreservat Fada Archei.

## Geschichte
Im Libysch-Tschadischen Grenzkrieg war Fada mehrmals auch von libyschen Truppen besetzt worden, die erst am 2. Januar 1987 geschlagen abzogen. Schwere Bombardements der libyschen Luftwaffe zwei Tage später sollten die dort verlorenen schweren Waffen und Munition zerstören. Ein letzter Versuch der Eroberung durch die Libyer am 19. März endete damit, dass tschadische Truppen, unter Führung von Hassan Djamous, die libysche Basis von Wadi Dum überrannten.

## Trivia
- Der ehemalige Präsident der Republik Tschad, Idriss Déby, wurde hier geboren.

## Bildergalerie

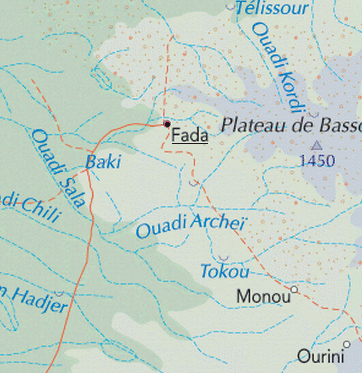
Karte (2006)
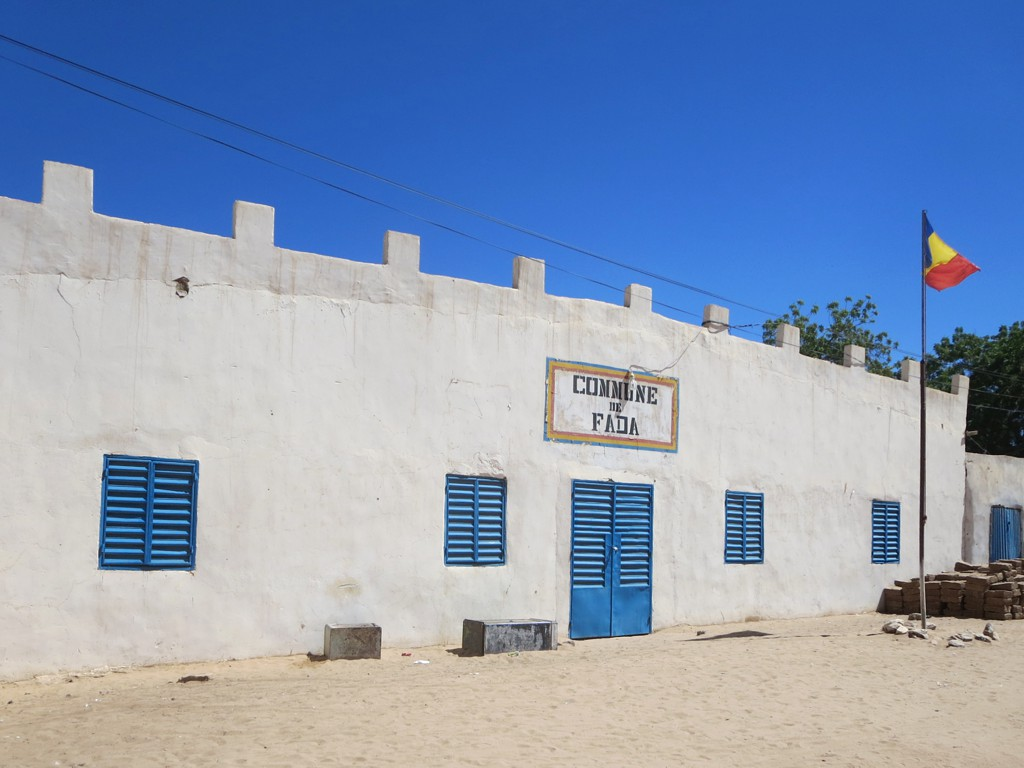
Commune de Fada (Rathaus, 2015)
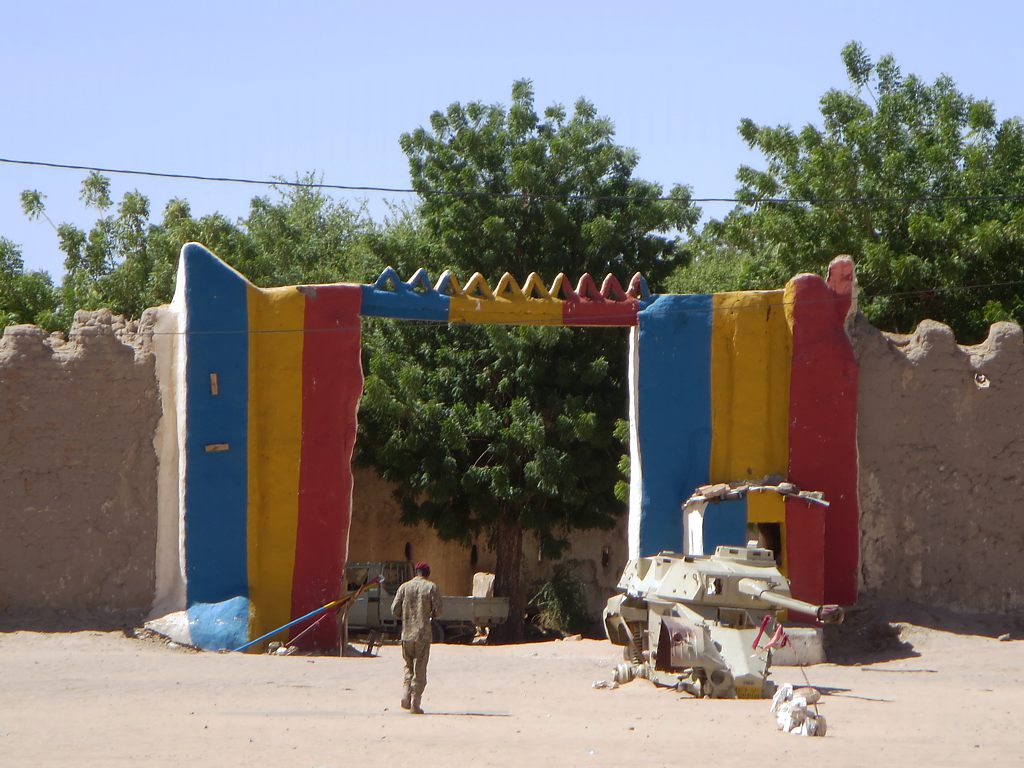
Colonial Fort (Festung, 2015)
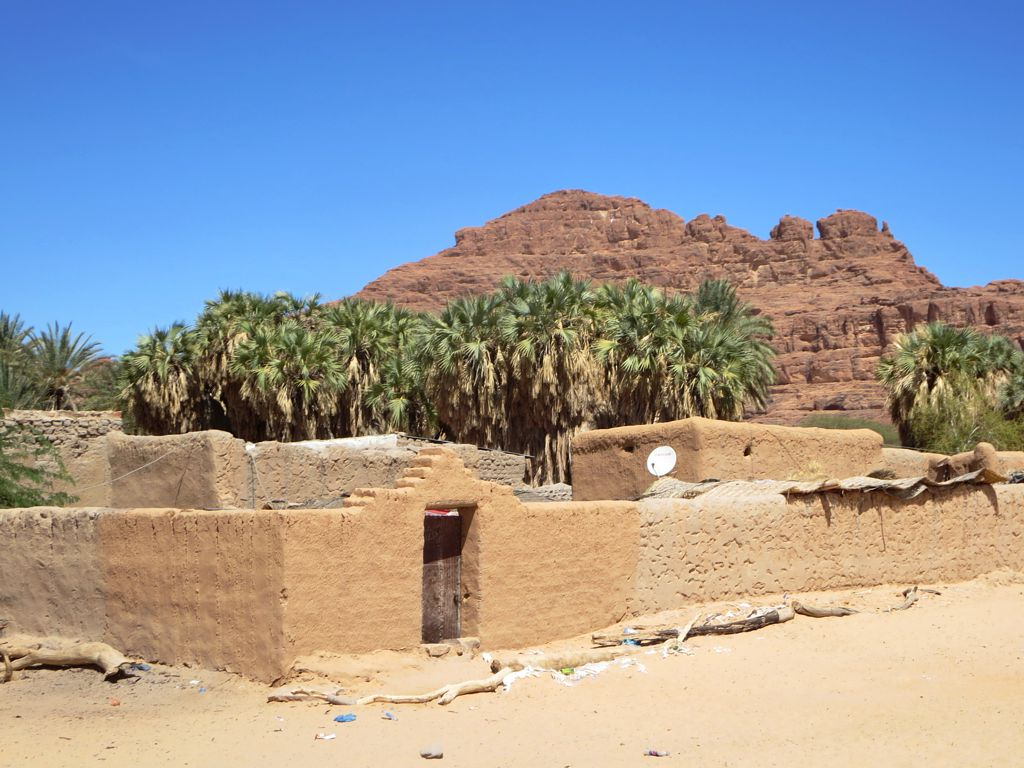
Lehmhäuser (2015)
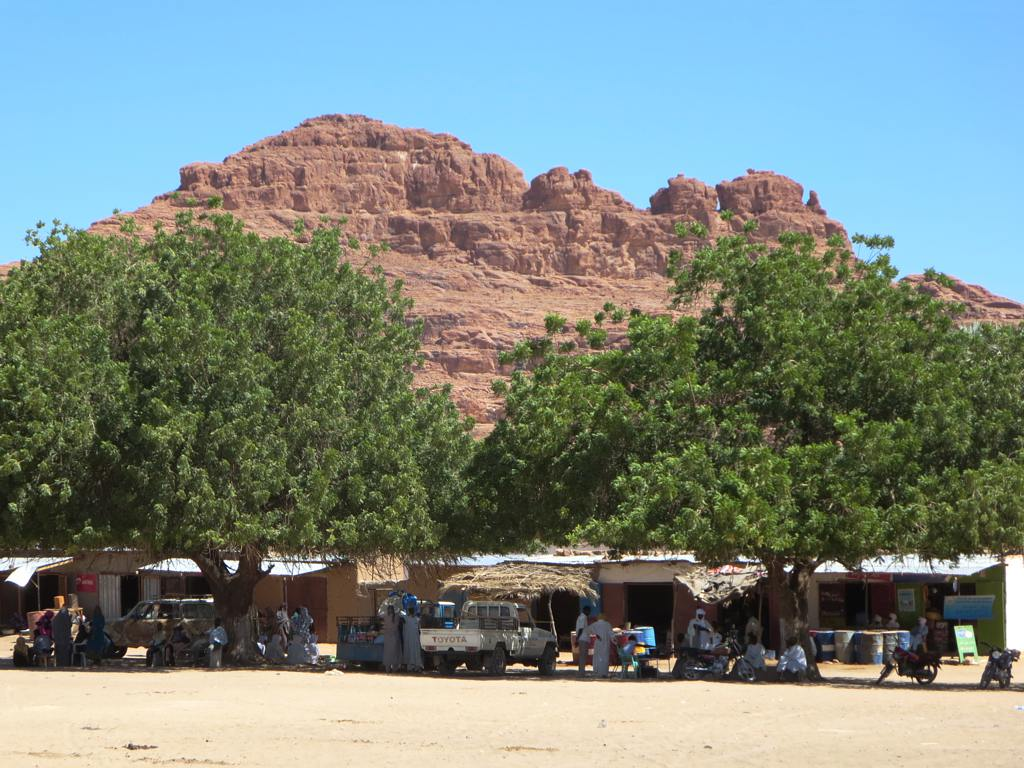
Zentraler Platz (2015)
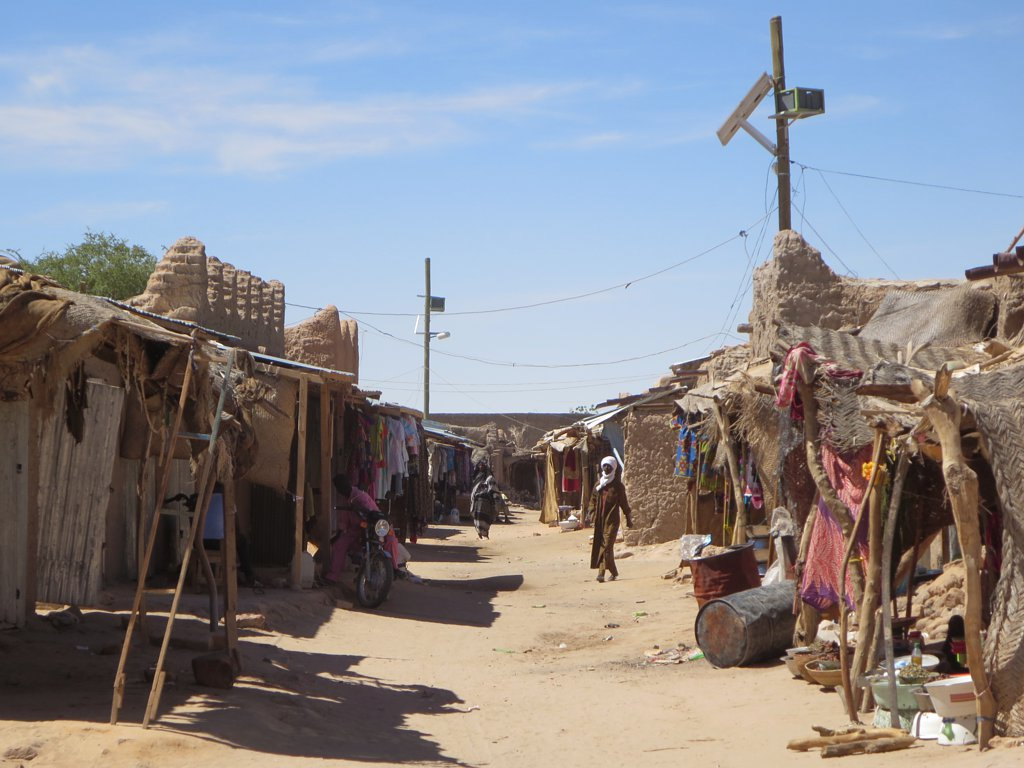
Nebenstraße (2015)